# 3 Bataljon Parachutisten

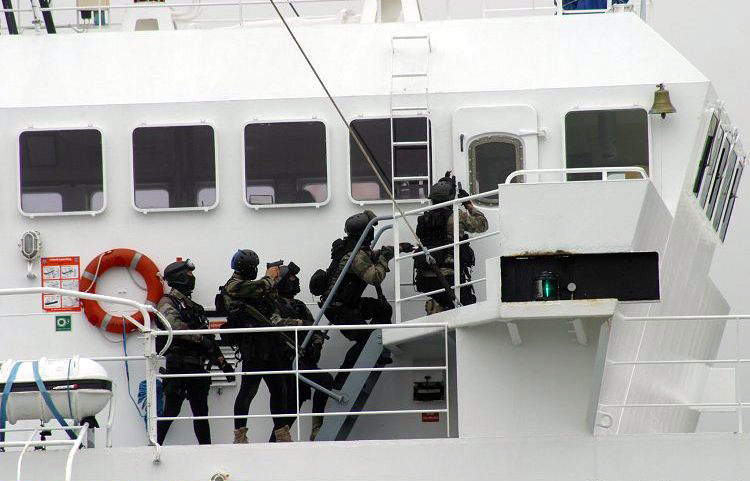
Commandoactie

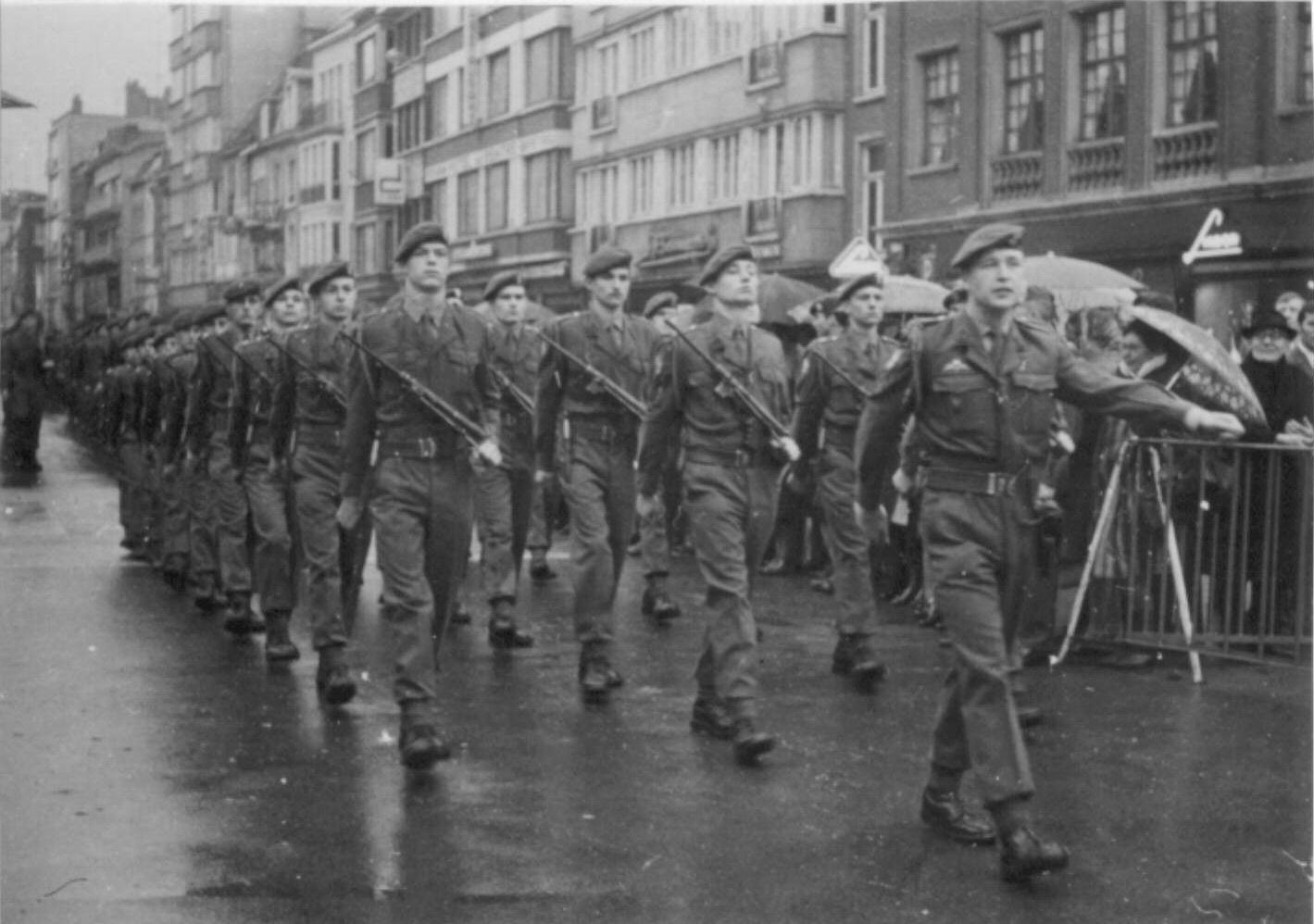
Het derde bataljon parachutisten te Kortrijk (1971)

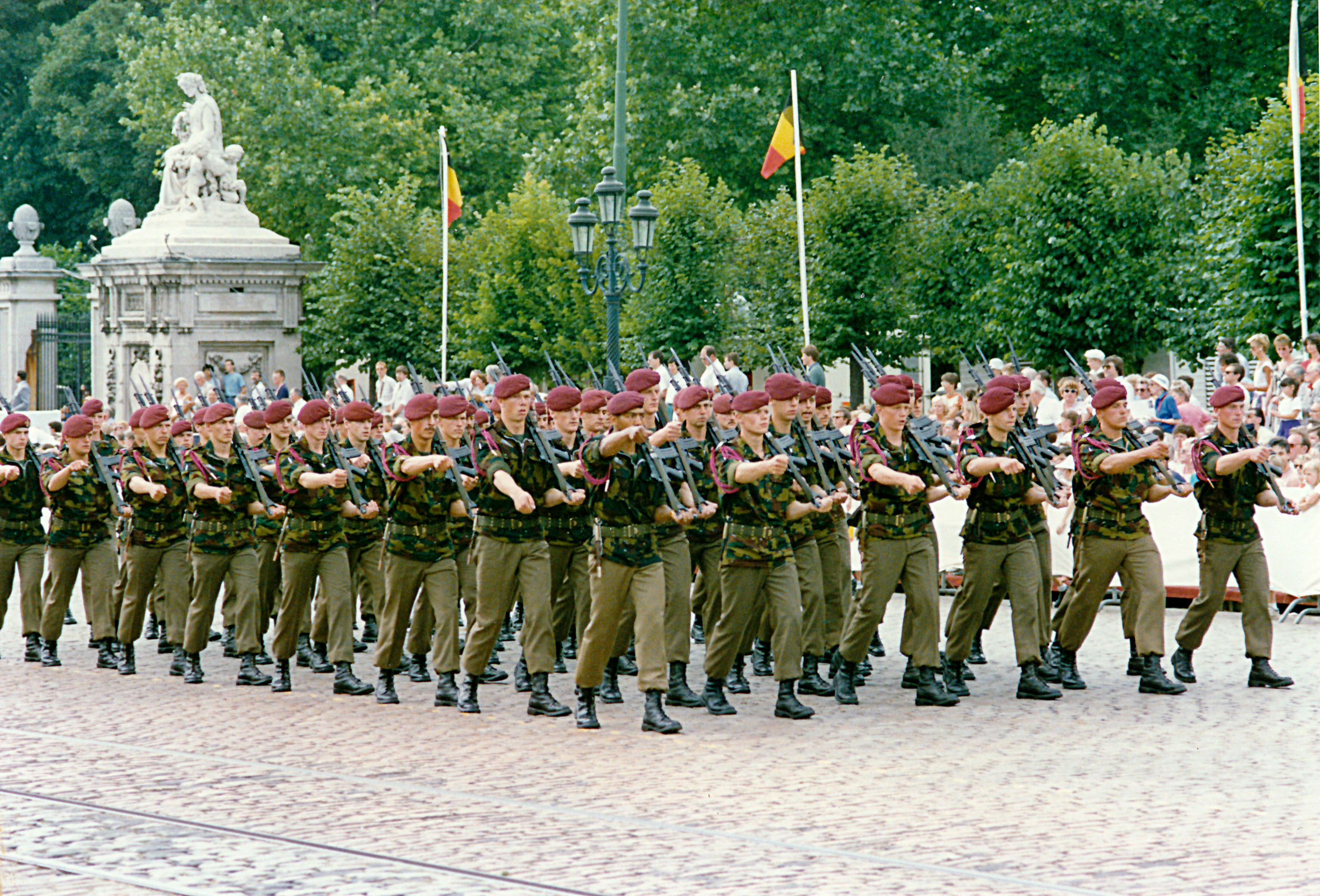
Detachement van het 3de bataljon parachutisten paradeert voor de koning op 21 juli 1989 op het Paleizenplein te Brussel

Het 3 Bataljon Parachutisten (militaire afkorting: 3 Bn Para) is een militaire eenheid die deel uit maakt van de Landmacht van de Belgische Defensie. Dit bataljon is onderdeel van het speciaal operatieregiment (SO Regt) Het bataljon bestaat uit 3 compagnieën. De 21e en  22e compagnie zijn gelegerd in Tielen, een deelgemeente van Kasterlee. De 17e compagnie is sinds 2020 verhuisd naar Gavere (Oost Vlaanderen)
De eenheid werd in het voormalige Belgisch-Congo opgericht uit eenheden van de andere twee eenheden van het Regiment Para-Commando. Na de dekolonisatie in 1962 werd de eenheid uit Burundi teruggetrokken, in eerste instantie naar Lombardsijde en in 1976 naar Tielen. In 1983 werd de eenheid vernederlandst. Dit wil zeggen dat de communicatie in het Nederlands plaatsvindt. In datzelfde jaar was prins Filip van België pelotonscommandant in de eenheid.
Het 3 Bataljon Parachutisten heeft bij de ontbinding van het Belgisch-Luxemburgse Korea-Bataljon (BUNC) de tradities, kentekens en eremerken van dit tijdelijke bataljon overgenomen.
De kazerne in Tielen is een voormalig Duits, Brits en Belgisch munitiepark. De Veldslag op de Tielenheide vond in 1597 op dit terrein plaats.

## Operaties
Als expeditionair deel van de krijgsmacht heeft het derde bataljon parachutisten deelgenomen aan vele operaties, namelijk:
- 1978: Red Bean (Kolwezi (Shaba) in het toenmalige Zaïre)
- 1990: Green Beam (in Rwanda)
- 1991: Blue Beam (in Zaïre)
- 1991: Brown Shelter (in Iran)
- 1993: Sunny Winter (in Congo-Brazzaville)
- 1993: UNOSOM III (in Somalië)
- 1994: Silver Back (in Rwanda)
- 1997: Green Stream (in Congo-Brazzaville)
- 2000: BELUKOS 5 (in Kosovo)
- 2004: BELUKOS 14 (in Kosovo)
- 2007: UNIFIL 2 (in Libanon)
- 2009: BELKOS 30 (in Kosovo)
- 2009: OMLT (in Afghanistan)
- 2015/2021: Operatie Vigilant Guardian (in België)
- 2017: EUTM (in Mali)
- 2019/2021: ONN METT (in Niger)